# Stratiomys portschinskyana
Stratiomys portschinskyana är en tvåvingeart som beskrevs av Nartshuk och Rozkosny 1984. Stratiomys portschinskyana ingår i släktet Stratiomys och familjen vapenflugor. Inga underarter finns listade i Catalogue of Life.